# فيكتور فرانكل
فيكتور إميل فرانكل (بالألمانية: Viktor Emil Frankl)‏ (26 مارس 1905 - 2 سبتمبر 1997) طبيب أعصاب وطبيب نفسي نمساوي، وأحد الناجين من الهولوكوست.
هو أحد مؤسسي العلاج بالمعنى، الذي هو شكل من أشكال العلاج النفسي الوجودي. يصف في كتابه الشهير الإنسان يبحث عن المعنى تجربته كسجين في معسكرات الاعتقال النازية، والتي قادته إلى اكتشاف المعنى في كل أشكال الوجود، حتى في الأشكال الأشد قسوة، وبالتالي إلى اكتشاف دافع للاستمرار بالحياة. أصبح فرانكل شخصية أساسية في مجال العلاج النفسي الوجودي، ومصدر إلهام كبير لعلماء النفس الإنسانيين.

## حياته قبل عام 1945
ولد فرانكل في فيينا في عائلة يهودية من موظفي الخدمة المدنية. ظهرت ميوله نحو علم النفس مبكراً. في امتحانه الأخير في المدرسة الثانوية، كتب ورقة عن سيكولوجيا التفكير الفلسفي. وبعد التخرج من المدرسة في 1923، درس الطب في جامعة فيينا وتخصص لاحقاً بعلم الأعصاب والطب النفسي، مركزاً على مواضيع الاكتئاب والانتحار. تأثر في نشأته المبكرة بسيغموند فرويد وألفرد أدلر، إلا أنه تباعد عن تعاليمهم في المراحل اللاحقة.

## حياته بعد عام 1945
بعد ثلاث سنوات في معسكرات الاعتقال النازية، تحررً فرانكل وعاد إلى فيينا، حيث طوّر نظريته في الشقاء النفسي وحاضر عنها. رأى فرانكل أن الناس مدفوعون بشكل رئيسي بالسعي لإيجاد معنى لحياتهم، وأن هذا الحس بالمعنى هو الذي يُمكّن الناس من التغلب على التجارب المؤلمة. 
في 1955، مُنِحً درجة الأستاذية في علم الأعصاب والطب النفسي في جامعة فيينا، وفي 1961 أقام كأستاذ زائر في جامعة هارفرد، وفي جامعة الميثودية الجنوبية في دالاس في 1966، وفي جامعة دوكين في بيتسبورغ في 1972. حاضر ودرّس حول العالم، وحصل على 29 درجة دكتوراه فخرية. نشر 39 كتاباً، تُرجمت إلى حوالي 40 لغة.
توفي فرانكل بفشل في القلب في 2 سبتمبر 1997. 

## مسيرته الاحترافية

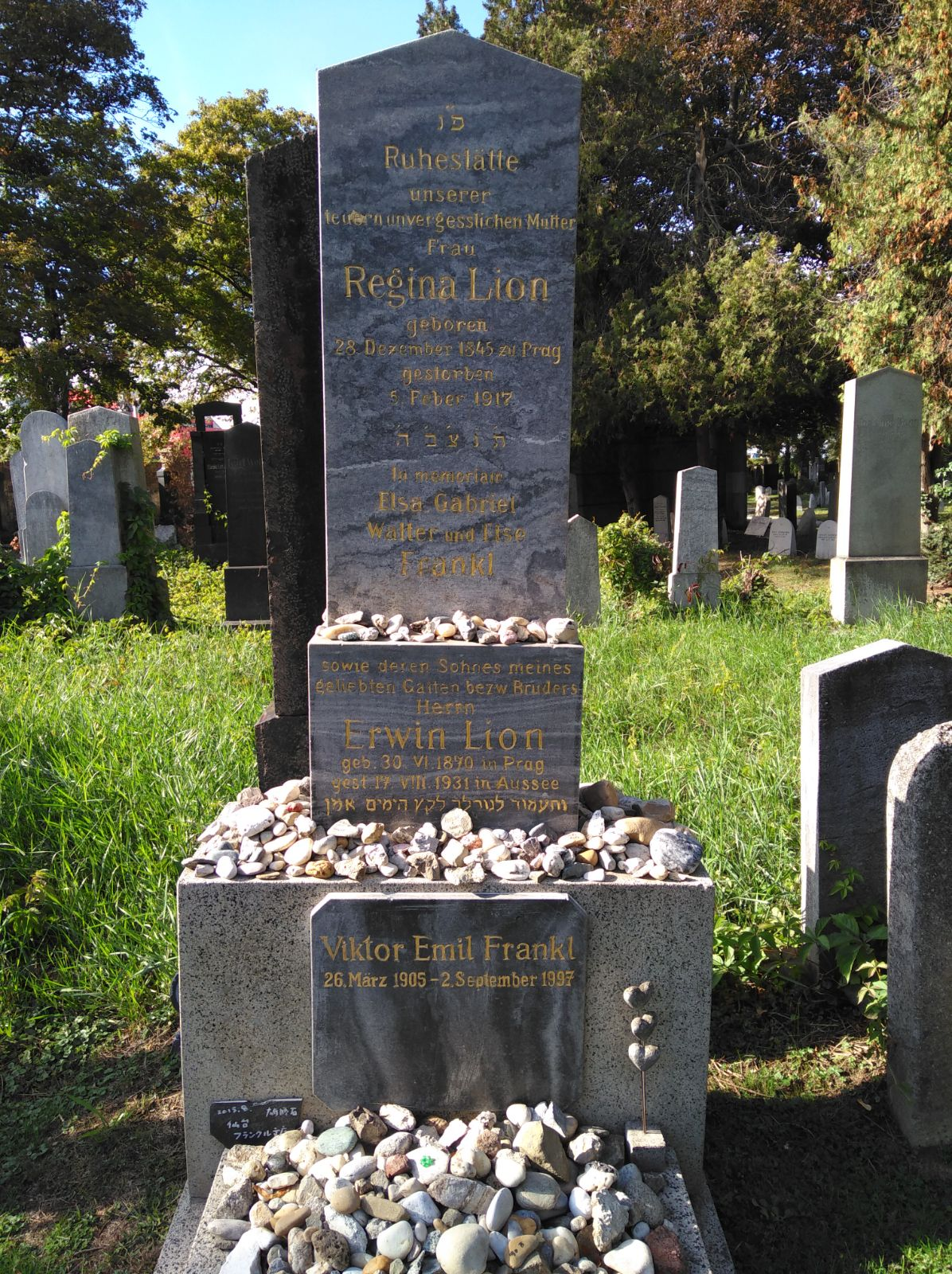
قبر فيكتور فرانكل في فيينا

بين عامي 1928 و 1930، بينما كان لا يزال طالبًا في كلية الطب، أسَّس مراكز متخصصة في تقديم المشورة للشباب لمواجهة الأعداد الكبيرة من حالات الانتحار بين المراهقين التي كانت تحدث قرب وقت توزيع بطاقات تقرير نهاية العام. رعت مدينة فيينا البرنامج وكان مجانيًا للطلاب. وظَّف فرانكل علماء نفس آخرين للانضمام إليه بما في ذلك شخصيات بارزة مثل شارلوت بوهلر، وإرفين فيكسبيرج، ورودولف دريكورس. في عام 1931 لم ينتحر في فيينا طالب واحد. لفت نجاح هذا البرنامج انتباه أمثال فيلهلم رايش الذي دعاه إلى برلين. بعد حصوله على درجة الماجستير عام 1930، اكتسب فرانكل خبرة واسعة في مستشفى شتاينهوف للطب النفسي حيث كان مسؤولاً عن «جناح النساء ذوات الميول الانتحارية». على مدى أربع سنوات (1933 - 1937)، كان يعالج ما لا يقل عن 3000 مريض كل عام. في عام 1937، بدأ العمل في عيادته الخاصة، ولكن مع ضم النازية للنمسا، أصبحت قدرته على علاج المرضى محدودة. في عام 1940، انضم إلى مستشفى فيينا روتشيلد رئيسًا لقسم الأعصاب. كان المستشفى الوحيدة في فيينا الذي لا تزال تقبل اليهود. قبل ترحيله إلى معسكرات الاعتقال، ساعد العديد من المرضى على تجنب برنامج القتل الرحيم النازي الذي استهدف المعاقين ذهنيًا.
بعد الحرب، أصبح رئيسًا لقسم الأعصاب في مستشفى فيينا بوليكلينيك وأسس عيادة خاصة في منزله. عمل بنشاط مع المرضى حتى تقاعده عام 1970.
في عام 1948، حصل فرانكل على درجة الدكتوراه في الفلسفة من جامعة فيينا. أطروحته، إله اللاوعي، هي دراسة لعلاقة علم النفس بالدين. وفيها، يدعو فرانكل إلى استخدام الحوار السقراطي أو «نقاش اكتشاف الذات» مع العملاء، للتواصل مع لاوعيهم «الإدراكي» أو (الروحي).
في عام 1955، حصل فرانكل على أستاذية علم الأعصاب والطب النفسي من جامعة فيينا، وكأستاذ زائر، حاضر في جامعة هارفارد (1961)، وجامعة ساوثرن ميثوديست، دالاس (1966)، وجامعة دوكويسن، بيتسبرغ (1972).
مع نجاح كتبه، مانز سيرش فور مينينج (الإنسان يبحث عن معنى) وذا دكتور آند ذا سول (الطبيب والروح)، أصبح متحدثًا مطلوبًا، ودُعِيَّ للتدريس وإلقاء المحاضرات في جميع أنحاء العالم.
منحت الجمعية الأمريكية للأطباء النفسيين فرانكل جائزة أوسكار فيستر لعام 1985 لمساهماته الهامة في الدين والطب النفسي.
نشر فرانكل 39 كتابًا، تُرجمت إلى 49 لغة. حصل على 29 درجة دكتوراه فخرية.

## إرثه
يعتبر التحليل النفسي الوجودي الذي ابتكره فرانكل المدرسة الفيينية الثالثة في التحليل النفسي، في الفئة العريضة التي تشكل الوجوديين.
أوصى فرانكل بأن يُقابَل تمثال الحرية، الموجود على الساحل الشرقي للولايات المتحدة الأمريكية، بتمثال المسؤولية على الساحل الغربي. وقد ذُكِر وجود إمكانية لبناء تمثال كهذا.
عدة معاهد للعلاج بالمعنى سُمّيَت تيمناً بفرانكل.

## مؤلفاته
كتبه بالإنكليزية:
- Man's Search for Meaning. An Introduction to Logotherapy, Beacon Press, Boston, MA, 2006. ISBN 978-0-8070-1427-1
- The Doctor and the Soul, (originally titled Ärztliche Seelsorge), Random House, 1955.
- On the Theory and Therapy of Mental Disorders. An Introduction to Logotherapy and Existential Analysis, Translated by James M. DuBois. Brunner-Routledge, London-New York, 2004. ISBN 0-415-95029-5
- Psychotherapy and Existentialism. Selected Papers on Logotherapy, Simon & Schuster,New York, 1967. ISBN 0-671-20056-9
- The Will to Meaning. Foundations and Applications of Logotherapy, New American Library, New York, 1988 ISBN 0-452-01034-9
- The Unheard Cry for Meaning. Psychotherapy and Humanism, Simon & Schuster, New York, 2011 ISBN 978-1-4516-6438-6
- Viktor Frankl Recollections: An Autobiography.; Basic Books, Cambridge, MA 2000. ISBN 978-0-7382-0355-3.
- Man's Search for Ultimate Meaning. (A revised and extended edition of The Unconscious God; with a Foreword by Swanee Hunt). Perseus Book Publishing, New York, 1997; ISBN 0-306-45620-6. Paperback edition: Perseus Book Group; New York, July 2000; ISBN 0-7382-0354-8.

## روابط خارجية
- فيكتور فرانكل على موقع الموسوعة البريطانية (الإنجليزية)
- فيكتور فرانكل على موقع مونزينجر (الألمانية)
- فيكتور فرانكل على موقع ديسكوغز (الإنجليزية)